# Vejle Kommune (1970–2006)
| Strukturdaten       | Strukturdaten |
| ------------------- | ------------- |
| Sitz der Verwaltung | Vejle         |
| Fläche              | 143,98 km²    |
| Einwohner           | 55.750 (2004) |
| Kommune seit 2007   | Vejle Kommune |

Vejle Kommune war bis Dezember 2006 eine dänische Kommune im damaligen Vejle Amt in Jütland. Seit Januar 2007 ist sie zusammen mit  den Kommunen Børkop, Give, Jelling und Egtved (ohne das Kirchspiel Vester Nebel), sowie dem Kirchspiel Grejs der Kommune Tørring-Uldum Teil der neuen Vejle Kommune.
Vejle Kommune wurde im Rahmen der Verwaltungsreform von 1970 neu gebildet und umfasste folgende Sogn:
- Bredballe Sogn
- Engum Sogn
- Hornstrup Sogn
- Hover Sogn
- Højen Sogn
- Mølholm Sogn
- Nørremarks Sogn
- Sankt Johannes Sogn
- Sankt Nikolaj Sogn
- Skibet Sogn
- Vinding Sogn
- Vor Frelsers Sogn

Brædstrup |
Børkop |
Egtved |
Fredericia |
Gedved |
Give |
Hedensted |
Horsens |
Jelling |
Juelsminde |
Kolding |
Lunderskov |
Nørre-Snede |
Tørring-Uldum |
Vamdrup |
Vejle